# Ženski nogomet na Univerzijadi
Ženski nogomet je u programu Univerzijade prvi put bio zastupljen 1993. kao demonstracijski šport. Od 2001. jedan je od službenih športova. 

## Izdanja
| Godina | Zlato            | Srebro     | Bronca           |
| ------ | ---------------- | ---------- | ---------------- |
| 1993.  | NR Kina          | SAD        | Rusija           |
| 2001.  | Brazil           | Nizozemska | Južna Koreja     |
| 2003.  | Sjeverna Koreja  | Japan      | NR Kina          |
| 2005.  | Brazil           | NR Kina    | Japan            |
| 2007.  | Sjeverna Koreja  | Rusija     | Brazil           |
| 2009.  | Južna Koreja     | Japan      | Velika Britanija |
| 2011.  | NR Kina          | Japan      | Brazil           |
| 2013.  | Velika Britanija | Meksiko    | Brazil           |